# Simon Davies (football, 1979)
Pour les articles homonymes, voir Simon Davies et Davies.
Ne pas confondre avec Simon Davies, lui aussi footballeur international gallois, né en 1974.
Simon Davies est un footballeur gallois né le 23 octobre 1979 à Haverfordwest au Pays de Galles. 
Ce milieu de terrain droit est un international gallois (58 sélections et 6 buts de 2001 à 2010). 

## Biographie
Davies fera ses débuts avec l'équipe du pays de Galles lors des qualifications pour la coupe du monde 2002 le 6 juin 2001 lors d'un match contre l'Ukraine.
Sa meilleure performance internationale sera le 16 octobre 2002 lorsqu'il inscrira le but d'ouverture sur une victoire surprenante 2-1 contre l'Italie le 16 octobre 2002.
L'entraîneur gallois John Toshack préférant les jeunes joueurs, comme David Edwards ou Joe Ledley, David ne sera plus appelé en sélection pendant de longs mois (depuis mai 2009).

## Carrière
- Formé à Wrexham  Pays de Galles
- 1997-2000 (janv.) : Peterborough United Football Club  Angleterre
- 2000 (janv.)-2005 : Tottenham Hotspur  Angleterre
- 2005-2006 : Everton  Angleterre
- 2007-2013 : Fulham  Angleterre[1]

## Palmarès
| - Tottenham - Carling Cup - Finaliste : 2002 |  | - Fulham - Ligue Europa - Finaliste : 2010 |